# 남부에티오피아지역주
남부에티오피아지역주는 남부에티오피아주라고도 하며 남부국민민족인민주에서 분리된 주이다.